# 倩影儂
倩影儂，粵劇全女班的正印花旦、香港電影演員，倩影儂的師傅是香港粵劇花旦楊秀鳳。倩影儂的銀幕處女作是廣州默片《裂痕》（1932年）；聲片處女作為香港粵語片《客途秋恨》（1936年），息影作《江湖第一劍》（1969年），一生參演約八齣電影。
20世紀20年代至30年代，倩影儂曾在廣東省廣州市長堤的大新公司演出，後來與徐杏林（薛覺先派文武生）、小叫天_（女武生）（武生）及陳佩初_（女丑生）（丑生）等全女班一流演員在廣東省廣州市西關十八甫的「安華公司」之天臺演出粵劇，常演薛覺先的首本戲《雙娥弄蝶》及《三伯爵》等西裝戲。由於倩影儂擅演苦情劇，感情逼真，表演細膩，因此《金葉菊》、《捨子奉姑》及《醋淹藍橋》等都有演出。
倩影儂在1936年的春節到上海市演出三個月粵劇，1936年5月1日（星期五）返抵香港，立刻因患氣管炎入醫院治療，然後接拍電影《鄉下佬尋仔》（1936年12月）。

## 參演電影
1. 默片《裂痕》（1936年，擔任女主角，飾演交際花鄭碧珠）；
2. 粵語片《客途秋恨》（1936年，擔任女主角，飾演麥秋娟）；
3. 粵語片《鄉下佬尋仔》（1936年，飾演摩登王昭君）；
4. 粵語片《今古西廂》（1937年）；
5. 粵語片 《大戰之前夜》（1937年，飾演女英雄）；
6. 粵語片《娘惹之戀》（1969年，歌伶詩韻的母親）；
7. 粵語片《艷俠紅玫瑰》（1969年）；
8. 粵語片《江湖第一劍》（1969年）。

## 合唱歌曲
- 《修整大食懒》：倩影儂與葉弗弱合唱。
- 《客途秋恨》：倩影儂與白駒榮合唱。
- 《胭脂井》：倩影儂與白駒榮合唱。
- 《三娘教子》：倩影儂與白駒榮合唱。
- 《金生挑盒》之《執手巾》：倩影儂與白駒榮合唱[5]。

## 外部連結
- 香港電影資料館：倩影儂參演電影的記錄[永久]
- 倩影儂在互联网电影资料库（IMDb）上的資料（英文）
- 倩影儂在香港影庫上的簡介
- YouTube上的穿著馬來裝束髻的倩影儂之影像片斷侵犯版權?